# Ashley Smith (Leichtathlet)
Ashley Smith (* 9. September 1996) ist ein südafrikanischer Leichtathlet, der sich auf den Hindernislauf spezialisiert hat.

## Sportliche Laufbahn
Erste internationale Erfahrungen sammelte Ashley Smith im Jahr 2019, als er bei der Sommer-Universiade in Neapel in 8:33,60 min die Silbermedaille hinter Landsmann Rantso Mokopane gewann, nachdem der ursprüngliche Sieger Mounaime Sassioui wegen eines Dopingverstoßes disqualifiziert worden war. 2022 belegte er bei den Afrikameisterschaften in Port Louis in 8:46,59 min den achten Platz. 
In den Jahren 2021 und 2022 wurde Smith südafrikanischer Meister über 3000 m Hindernis.

## Persönliche Bestleistungen
- 1500 Meter: 3:39,68 min, 24. März 2021 in Stellenbosch
- 3000 m Hindernis: 8:31,15 min, 28. März 2022 in Stellenbosch